# Estado Nuevo (Portugal)
El Estado Novo (en español, «Estado Nuevo» o «Nuevo Estado») es el nombre de la dictadura autoritaria y corporativista que gobernó Portugal sin interrupción durante 41 años, entre 1933 y 1974, hasta que la Revolución de los Claveles y el período turbulento que la siguió llevaron al país a la democracia actual. Junto con el período previo conocido como Dictadura Nacional, es denominado también Segunda República portuguesa.
Asimismo, al régimen se le conoce también como salazarismo, por el protagonismo que tuvo en él António de Oliveira Salazar, aunque este último término pueda también ser aplicado solo al período en que este fue presidente del Consejo de Ministros, entre 1932 y 1968.
Fue la dictadura más duradera del siglo xx en Europa Occidental. La dictadura portuguesa, incluyendo la Dictadura Nacional (1926-1933) y el Estado Nuevo (1933-1974), duró cuarenta y ocho años.

## Estado Novo
El Estado Novo (1933-1974) fue un régimen autoritario, corporativista, conservador, tradicionalista, colonialista, nacionalista y tercerposicionista, por ende antiliberal, antiparlamentario, anticomunista, instituido bajo la dirección de António de Oliveira Salazar, un tradicionalista católico muy influenciado por Charles Maurras y por las encíclicas del papa León XIII (especialmente Rerum novarum) y de otros papas, es decir, en el magisterio de la Iglesia y especialmente en la Doctrina Social de la Iglesia. El régimen se apoyaba en la censura, la propaganda, las organizaciones juveniles (Mocidade Portuguesa) y paramilitares (Legión Portuguesa), en el culto al jefe y la religión católica.
El Estado Novo presenta características de organización estatal, esencialmente el Estado corporativo, semejantes a los regímenes totalitarios instituidos por Francisco Franco en España, Benito Mussolini en Italia o Adolf Hitler en Alemania, pero suele considerarse que el Estado Novo no fue un régimen fascista convencional por la falta de un movimiento fascista de masas autónomo y porque Salazar apreciaba el tradicionalismo católico y desconfiaba del carácter modernista de los fascismos. Se puede decir que es un régimen fascista con particularidades o un régimen autoritario y corporativo de inspiración integrista y fascista.[cita requerida]
Algunas veces, el Estado Novo es simplemente llamado Republica Corporativa (II República) debido a su principal característica: el corporativismo de tercera posición. Salazar daba mucha importancia a esta idea e intentó implantarla totalmente en Portugal.

## Características del Estado Novo
- Tal como otros regímenes autoritarios de la época, el Estado Novo poseía un lema para mostrar resumidamente su ideología y doctrina: «Deus, Pátria e Família» (idéntico al lema franquista «Dios, Patria y Familia»).

- El autoritarismo gubernamental. Ciertamente el régimen alegaba estar limitado por el derecho y por la moral católica; por eso el régimen no se definía como totalitario al estilo fascista o nazi, pero sí estaba sostenido por una dictadura donde la voluntad de Oliveira Salazar era la fuente final de las decisiones gubernamentales, y donde la oposición política estaba severamente prohibida.

- Era contrario al liberalismo político a pesar de la existencia de una Asamblea Nacional (con funciones legislativas) y de una Cámara Corporativa (con funciones meramente consultivas), con restringida libertad de expresión. No obstante la Cámara y la Asamblea solo representaban a los sectores que apoyaban al régimen organizados en la União Nacional, partido único fundado por Salazar en 1931 y apoyo del Estado Novo, que Caetano convertirá en Ação Nacional Popular (con excepción del corto período en que estuvo integrada en ella un ala liberal, en una fase crítica del fin del régimen). La unanimidad fue la tónica de estos órganos, visto que estaban compuestos exclusivamente por simpatizantes del régimen y partidarios de la União Nacional.

- El Gobierno controlaba el poder ejecutivo y el legislativo (podía decretar decretos ley que se sobreponían a las leyes aprobadas por la Asamblea Nacional), y a la vez los poderes del Gobierno estaban fuertemente centralizados y reforzados en las manos del presidente del Consejo de Ministros. ya que era él quien por su solo arbitrio decidía el destino de la nación. El presidente de la República tenía funciones meramente ceremoniales y, aunque formalmente podía escoger y sustituir al presidente del Consejo de Ministros, esto fue imposible, pues Oliveira Salazar cuidó que dicho cargo fuera siempre ocupado por un partidario de la União Nacional, el partido único que se mantenía invariablemente fiel al presidente del Consejo de Ministros.

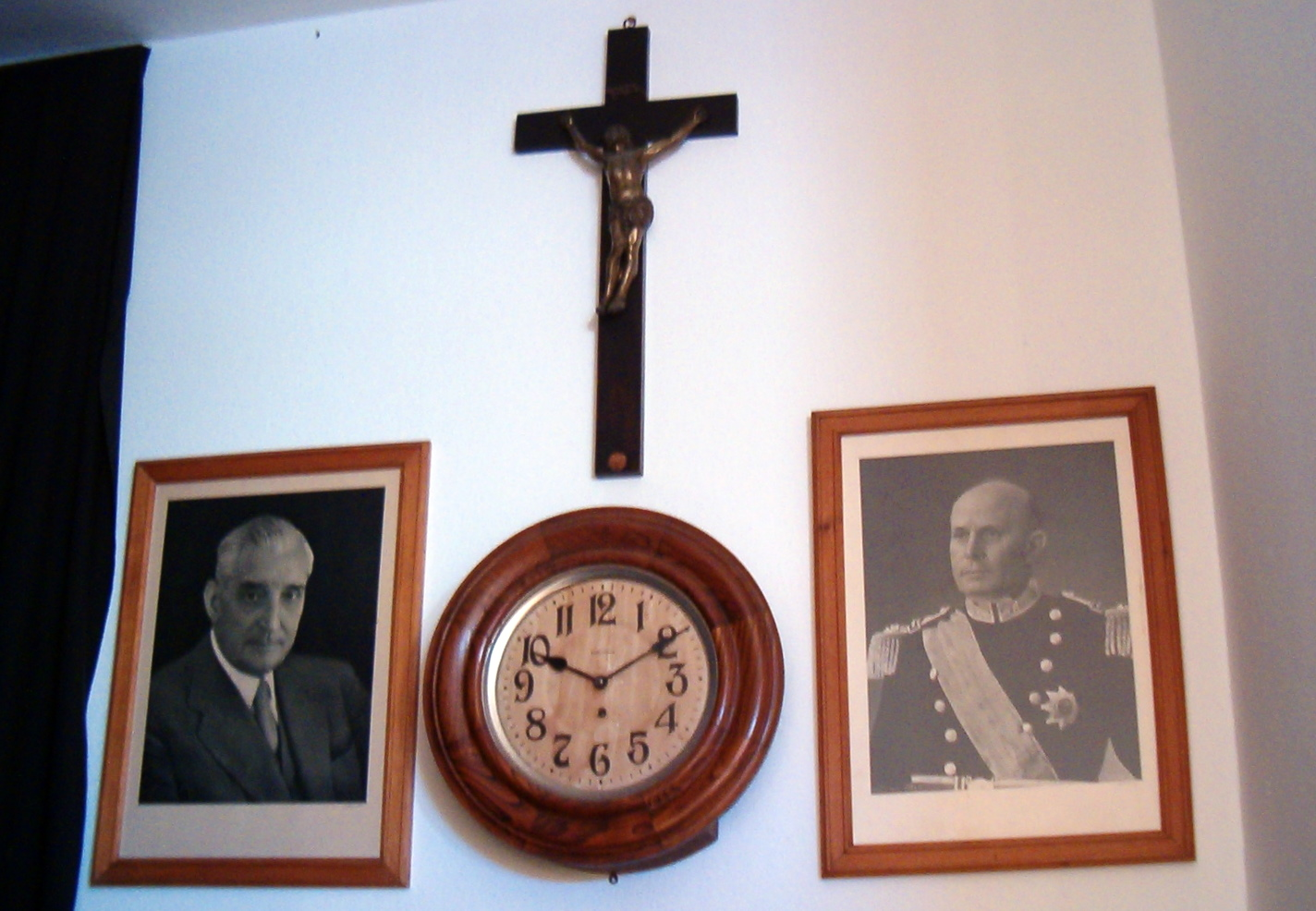
Escuela salazarista, con crucifijo y retratos del presidente y de Oliveira Salazar, enfatizando la lealtad al régimen

- El culto al líder era un aspecto central con Oliveira Salazar como figura principal y después, sin gran éxito, Marcelo Caetano. Durante el Estado Novo, Oliveira Salazar era representado como un jefe paternal, de maneras tranquilas, austero y eremita, «casado con la Nación». En cuanto Salazar no era militar, sino un político académico, podía mostrarse sin las poses fastuosas y militaristas de sus congéneres Francisco Franco, Benito Mussolini o Adolf Hitler. Y aunque Salazar no promovía un culto de la personalidad en torno a sí, permitía que sus subordinados lo mencionasen como el «Ungido de Dios», «Salvador de la Patria» o «Redentor de la Nación».

- Una ideología con un fuerte componente católico, asociándose el régimen a la Iglesia católica a través del Concordato de 1940 (revisado en 1975 y finalmente sustituido por el Concordato de 2004), que concedía vastos privilegios a la Iglesia a cambio de su férreo apoyo político, parecido al tradicionalismo de la España franquista.

- Un servicio de censura previa de las publicaciones periodísticas, emisiones de radio y televisión, nacionales y extranjeras, prohibía toda crítica a la doctrina e ideología del Estado Novo y defendía «la moral y las buenas costumbres».

- El régimen se apoyaba en la propaganda política (fundando el Secretariado de Propaganda Nacional, el SPN) para difundir las «buenas costumbres», la doctrina y la ideología defendida por el Estado Novo.

- Se apoya también en las organizaciones juveniles (la Mocidade Portuguesa fue la más famosa) para imponer entre los jóvenes la ideología defendida por el régimen: obedecer y respetar al «jefe», insistiendo en la lealtad absoluta al Estado Novo.

- Una policía política represiva (la Polícia Internacional e de Defesa do Estado, PIDE), omnipresente y detentora de gran poder, que reprimía de acuerdo con criterios de selectividad, nunca responsabilizándose por sus crímenes de masas, al contrario de sus congéneres italiana y especialmente alemana. Aunque no recurrió a los ataques masivos ni a los asesinatos colectivos, la PIDE sembró el terror, el miedo y el silencio en la sociedad, en tanto los opositores eran interrogados, torturados y llevados a prisiones lejos de las grandes ciudades (prisiones de Peniche y de Caxias) y finalmente a campos de concentración (Tarrafal) destinados a trabajos forzados.

- Además de la PIDE, el régimen contaba con organizaciones paramilitares (Legión Portuguesa) para proteger al régimen de las ideologías opositoras, principalmente el comunismo.

- Un discurso y una política anticomunistas, tanto en el orden interno como en el externo, llevaron al régimen a combatir el comunismo y a aliarse con los Estados Unidos durante la Guerra Fría, ingresando en la OTAN en 1949.

- El sistema educativo estaba controlado (una educación nacionalista e ideológica) y centrado en la exaltación de los valores nacionales (el pasado histórico, el imperio colonial portugués, la religión, la tradición, las costumbres, etc.), en la enseñanza y difusión de la ideología estatal a los jóvenes; el régimen desconfiaba especialmente de las personas con corrientes políticas diferentes pero dotadas además de un nivel educativo alto.

- Un proyecto nacionalista y colonial que pretendía mantener a la sombra de la bandera portuguesa vastos territorios dispersos por varios continentes, «del Miño a Timor», pero rechazando la idea de la conquista de nuevos territorios (al contrario del expansionismo nazi o italiano).[cita requerida] Más bien, el colonialismo portugués se colocaba en la posición de víctima de la política de conquista ajena (como el caso de Timor invadido por Indonesia) o de los movimientos independentistas en África y en el cual radicó el mantenimiento de una larga guerra colonial iniciada en 1961, una de las causas del desgaste y caída del régimen.

- El régimen era extremamente cauteloso en las relaciones diplomáticas, principalmente durante las décadas de 1930 y 1940, lo que llevó a Salazar, por un lado, a firmar un pacto con la vecina España franquista y, por otro, a bascular entre el Eje y los Aliados durante la Segunda Guerra Mundial.

- Una economía capitalista controlada y regulada por carteles, detentores de grandes privilegios, constituidos y supervisados por el Gobierno, receloso de la innovación y el desarrollo, que solo admitió la apertura de la economía y la entrada regulada de capitales extranjeros en una fase tardía de la historia del régimen, en la década de los 50, desarrollando las infraestructuras (se construirán autopistas, vías férreas, puentes, escuelas…) y la economía portuguesa (principalmente la industria química y metalomécanica, el turismo, los transportes y el sector energético). Es también en este período en que Portugal entró en la ONU (1955) y en la Asociación Europea de Libre Comercio (1959), organización comercial europea que fue gradualmente sustituida por la Comunidad Económica Europea.

- El régimen era muy conservador, intentando controlar la modernización y evitar la globalización, porque Salazar temía que estos dos fenómenos destruirían los valores religiosos, culturales y rurales de la nación; la censura también impedía la discusión de temas como el feminismo, la educación sexual y la importación de costumbres del resto del mundo.

- Una fuerte tutela sobre el movimiento sindical, prohibiendo en la práctica todos los sindicatos y buscando organizar a los operarios y patrones de cada profesión en corporaciones, organizaciones controladas por el Estado que pretendían conciliar armoniosamente los intereses de los trabajadores y la patronal. Una meta de ello era prevenir así la lucha de clases y la agitación social.

## Mayores problemas enfrentados por el Estado Novo
- Reorganización general de Portugal, particularmente la reconstrucción financiera y el mantenimiento de la estabilidad nacional, a nivel político, económico-financiero, social y cultural.
- Los problemas generados por la guerra civil española, ocurrida de 1936 a 1939.
- Los problemas consecuentes de la Segunda Guerra Mundial, que tuvo lugar de 1939 a 1945.
- Los problemas causados por la expansión de los regímenes democráticos pluralistas, después de la Segunda Guerra Mundial.
- Los problemas relativos al Ultramar Portugués (Imperio portugués), intensificados en la década de los 50 y, sobre todo, en la de los 60, lo que llevó a la eclosión de la guerra colonial portuguesa en 1961.

## Formas de resolver estos problemas efectuadas por el Estado Novo

### Reformas económicas
Salazar efectuó muchas reformas económico-financieras, como la disminución substancial de la deuda externa, consiguiendo así equilibrar las finanzas y aumentando el valor del escudo (moneda nacional portuguesa). Intenta regular los precios de los productos y los salarios, para evitar la inflación (intenta dar bajos salarios a los trabajadores, pero simultáneamente, baja los precios de los productos, para que los trabajadores puedan llevar una vida sin grandes dificultades; por eso, la "vida" en Portugal era barata). En la década de los 50, comenzó a abrir la economía al extranjero y permitió la entrada regulada de capitales extranjeros, desarrollando mucho la economía y las infraestructuras. Muchas infraestructuras de Portugal (como el Puente 25 de Abril) fueron construidas por mandato suyo.[cita requerida]
Pero, comparado con otros países, el crecimiento económico de Portugal continuó siendo insuficiente. A finales de los 60, Portugal era uno de los países con una renta per cápita entre las más bajas de Europa. Había desequilibrios regionales muy marcados en Portugal, entre las ciudades (principalmente las que se encontraban junto al litoral como Lisboa y Porto), que progresaban y se beneficiaban del crecimiento económico, y las zonas rurales que continuaban sin desarrollarse (muchos campesinos portugueses practicaban solo la agricultura de subsistencia). Por eso, casi dos millones de personas, en su gran mayoría de las zonas rurales, emigraron masivamente a las ciudades que estaban creciendo o se dirigieron al extranjero en busca de un mejor nivel de vida, especialmente hacia Francia.

### Medidas políticas
El Gobierno de Salazar emprendió una política corporativista, la prohibición de todos los partidos políticos (a excepción de la União Nacional), la represión y persecución de los «desestabilizadores» de la nación (opositores), control de la educación, formación de organizaciones juveniles y paramilitares a favor del Estado, prohibición de huelgas, la censura, manteniendo la neutralidad portuguesa en varios conflictos y reparando las relaciones entre Portugal y la Iglesia católica con el Concordato de 1940.
Pero, en la década de los 60, el país comenzó a sentir alguna inestabilidad por causa de la oposición democrática que iría aumentando por el anhelo de libertad y, principalmente, el fin de la guerra colonial (1961-1974). Esta situación inestable se agravó en los 70, con la insistencia del régimen en la continuación de la guerra pese a sus fuertes costos en vidas y dinero y con la «renovación en continuidad» de Marcelo Caetano, quien asumió el poder a la muerte de Salazar pero sin ejecutar cambio alguno en el régimen.

### Diplomacia
Durante la guerra civil española, la posición y acción (sobre todo diplomática) regional e internacional de Salazar contribuirían significativamente para que Franco venciese en España.
En relación con la Segunda Guerra Mundial, la actitud y la actuación de Salazar se pueden sintetizar en tres aspectos:
- Preservar a los portugueses de los efectos más dolorosos de la guerra. Por eso Salazar intentó y consiguió mantener la neutralidad portuguesa en la Segunda Guerra Mundial. Debido al desequilibrio de los sistemas de producción de la mayoría de los países europeos, la producción nacional aumentó para abastecer al país, privado de importaciones, y para la venta de productos alimentarios, textiles, metales (sobre todo wolframio) a los países europeos en guerra (sean del Eje o de los Aliados), acumulando muchas divisas y desarrollando de cierta forma la economía portuguesa.
- La contribución muy significativa para el mantenimiento de la neutralidad española (con el consiguiente beneficio para la causa aliada); el alineamiento español con la Alemania de Hitler hubiera tenido proyecciones negativas de dimensiones imprevisibles en el decurso y resultado de la guerra, y también afectaría a la seguridad, y posiblemente a la independencia de Portugal.
- El apoyo oportuno dado a la causa aliada, con la concesión de facilidades para establecer bases aéreas en las Azores a las fuerzas armadas aliadas, sin afectar a la soberanía nacional, constituyó un acto de gran relevancia y contribuyó a la supervivencia del Estado Novo en la posguerra, evitando la posterior hostilidad de los vencedores.

Con la victoria de los Aliados, en 1945, tuvo lugar una expansión de los regímenes democráticos pluralistas. De tal modo, surgieron presiones intensas sobre Portugal para que el Estado Novo diese lugar a una democracia pluralista. Pero el establecimiento de una democracia tendría como consecuencia inmediata la pérdida de su imperio colonial, habida cuenta de que mantener este era un fuerte costo para la pequeña economía portuguesa (sin que aún las masas de Portugal se beneficiaran visiblemente de los recursos del imperio).[cita requerida]
Salazar tuvo que luchar arduamente, a nivel externo, contra estas presiones, intentando hacer aceptar internacionalmente la continuación del Estado Novo que se saldó con el ingreso de Portugal en la OTAN, en 1949, donde permaneció a la par precisamente de las democracias occidentales vencedoras de la Segunda Guerra Mundial, y con su ingreso en la EFTA, en 1959, al lado de la democráticas Inglaterra y Suecia. Fue el reconocimiento, por la comunidad internacional, del régimen portugués y fue un gran triunfo del Estado Novo.

### Política colonial
Los problemas coloniales fueron una de las grandes preocupaciones de Salazar. En 1930 se promulgó el Acta Colonial, pero en la década de los 50 y 60, con nuevos problemas y necesidades,[¿cuál?] el Gobierno desarrolló el llamado «Concepto Ultramarino Portugués» y terminó por definir una «Solución Portuguesa» y una «Política Ultramarina Portuguesa», considerada «correcta, realista y moderna» por el régimen, para resolver tales problemas y mantener unificado el imperio colonial.
No obstante, debido a los errores efectuados por Salazar (ya muy anciano en la década de 1960) en sostener que las colonias eran provincias portuguesas de iure (contrariamente a lo mostrado en la realidad) y al nuevo panorama internacional (la condena del colonialismo y la pronta descolonización en masa, estimulada activamente por la ONU así como por los EE. UU. y la URSS), los pueblos de las provincias ultramarinas portuguesas empezarán también a buscar su autodeterminación. Esto originó la guerra colonial portuguesa (1961-1974). Esta larga guerra causó muchas muertes, perjudicó la economía de Portugal y el país comenzó a sentir muchas dificultades económico-financieras como no se vivían desde hacía mucho tiempo. La presión internacional por parte de la ONU y de los EE. UU. llevó a Portugal a aislarse cada vez más desde un punto de vista diplomático, hasta quedarse —como decía la propaganda del régimen— «orgullosamente solos».
Los problemas de Ultramar implicaban también una pesada carga financiera que la economía portuguesa no podía soportar eficazmente. El escaso desarrollo económico de las colonias africanas causó que la emigración de portugueses acudiera preferentemente a naciones que ofrecieran un entorno más favorable (sobre todo Francia o Canadá, pero también Brasil y Venezuela), siendo que el establecimiento de colonos portugueses en las colonias (quienes debían ejecutar la asimilación prevista en la «Solución Portuguesa») siempre fue mucho menor al flujo migratorio dirigido al extranjero; esto solo generó dispersas minorías étnicas en los territorios de África y tornó impracticable el nuevo proyecto colonial del Estado Novo.
Los problemas del imperio colonial fueron muy mal resueltos, lo que aumentó la oposición al régimen entre la población civil e inclusive se extendió el descontento hasta las filas de las Fuerzas Armadas, lo cual generó su posterior caída en 1974 mediante la Revolución de los Claveles.

## Otros desórdenes (internos) sufridos en el Estado Novo
El Estado Novo sufrió diversas conmociones provocadas:
- Por las tentativas golpistas de fuerzas de carácter abiertamente fascista (los nacionalsindicalistas liderados por Francisco Rolão Preto) y también por las fuerzas anarquistas, que intentaron asesinar a Salazar en 1938.
- Por las conspiraciones golpistas de los republicanos, repetidamente frustradas.
- Por la acción de las fuerzas políticas opositoras, principalmente el Partido Comunista Portugués (PCP) y los democráticos, que periódicamente presentaban candidato a las elecciones presidenciales manipuladas secretamente (escandalosamente en 1958, con el general Humberto Delgado como candidato alternativo).
- Por las tentativas golpistas de militares democráticos, como el golpe de Botelho Moniz en 1961.
- Por la acción de los jóvenes, principalmente universitarios, a partir de la década de los 60, que querían la democracia, el fin de la guerra colonial y la libertad, y cuyas protestas desatarían crisis académica de 1962.
- Por la fuerte emigración portuguesa a otros países europeos
- Por los actos terroristas causados por milicias opuestas al régimen, como la Acção Revolucionária Armada (ARA) y las Brigadas Revolucionárias (BR) (una de las más célebres acciones fue la captura del barco Santa Maria en 1961, el asalto de bancos y el ataque a bases militares)
- El Estado Novo acabó cayendo por la acción de una conspiración militar dirigida por el Movimento das Forças Armadas, el 25 de abril de 1974.

## Política colonial
En las décadas de 1920 y 1930, el régimen colonial instauró un sistema racial separando los africanos «asimilados», que recibieron las bases de una educación que les permitió finalmente ocupar un sitio en la administración colonial, de otros indígenas, privados de derechos y sometidos al trabajo forzado (que fue abolido hasta 1962). Tras la Segunda Guerra Mundial, las colonias son todavía muy poco desarrolladas. En Santo Tomé y Príncipe, todavía ninguna escuela secundaria ha sido abierta mientras que en Mozambique y Angola las únicas instituciones abiertas en anexos a la Universidad de Coímbra están destinadas a los hijos de colonos. Entre 1941 y 1948, una prolongada hambruna en el Cabo Verde provoca la muerte de 50 000 personas, un tercio de la población, ante la «indiferencia total» del gobierno portugués: No llegó a enviarse ninguna ayuda humanitaria.

## Lemas
- Orgullosamente solos.
- Dios, patria y familia.
- Todo por la nación, nada contra la nación.